# كهف كريستال (ويسكونسن)
كهف كريستال (بالإنجليزية: Crystal Cave)‏؛ هو كهف يقع في مقاطعة بيرس في الولايات المتحدة.

## السياحة
يعد «كهف كريستال» أحد مواقع الجذب السياحي في مقاطعة بيرس في ولاية ويسكونسن الأمريكية.